# Un giorno dopo l'altro (brano musicale)
Un giorno dopo l'altro è un brano musicale scritto dal cantautore italiano Luigi Tenco e pubblicato nel 1966.

## Descrizione
La canzone è stata utilizzata come sigla di apertura dello sceneggiato televisivo prodotto dalla RAI Le nuove inchieste del commissario Maigret. Il brano era cantato nella versione in francese, tradotta da Jacques Chaumelle, intitolata Le temps file ses jours e cantata dallo stesso Tenco, con l'arrangiamento di Ruggero Cini.
In italiano, il brano fu inciso per la RCA nel 1966 nel 45 giri Se sapessi come fai/Un giorno dopo l'altro, quindi fu inserito nell'LP Tenco, dello stesso anno.
Tenco ne incise anche una versione in spagnolo Un día y otro día. Il brano infine fu tradotto in inglese da Earl Shuman, con il titolo One day is like another, e inciso da Perry Como.

## Reinterpretazioni

### Management e Ceroli
Il brano è stato reinterpretato nel 2020 dal gruppo abruzzese Management e dal cantautore Ceroli come omaggio a Luigi Tenco in vista della settantesima edizione del Festival di Sanremo.

### Altre versioni
La canzone è stata eseguita da numerosi artisti, tra cui si ricordano:
- 1972 Gigliola Cinquetti
- 1974 Nanni Svampa
- 1983 Mia Martini
- 1988  Steven Brown (voce dei Tuxedomoon), nel mini LP Brown Plays Tenco: Le Canzoni di Luigi Tenco
- 1993 Pino Daniele dal vivo alla Rassegna della Canzone d'Autore
- 1995 Cristiano De André
- 2001 La Crus
- 2002 Bobo Rondelli (Disperati intellettuali ubriaconi) (Arroyo, 4/2002)
- 2005 Claudio Baglioni
- 2007 Antonella Ruggiero
- 2011 Francesco Baccini
- 2020 Ginevra Di Marco

## Letteratura
Nel 2000 Carlo Lucarelli ha pubblicato un romanzo, dove il testo della canzone è citato più volte nella narrazione, e ha lo stesso titolo del noto brano di Tenco.